# Тібру
Тібру (рум. Tibru) — село у повіті Алба в Румунії. Входить до складу комуни Крікеу.
Село розташоване на відстані 278 км на північний захід від Бухареста, 13 км на північ від Алба-Юлії, 64 км на південь від Клуж-Напоки.

## Населення
За даними перепису населення 2002 року у селі проживали 434 особи. Рідною мовою 432 особи (99,5%) назвали румунську.
Національний склад населення села:
| Національність | Кількість осіб | Відсоток |
| -------------- | -------------- | -------- |
| румуни         | 423            | 97,5%    |
| цигани         | 9              | 2,1%     |